# کونالگا (بتلیس)
کونالگا (به ترکی استانبولی: Konalga) یک منطقهٔ مسکونی در ترکیه است که در بیتلیس واقع شده‌است.